# 懷特貝爾鎮區 (明尼蘇達州拉姆西縣)
懷特貝爾鎮區（英語：White Bear Township）是位於美國明尼蘇達州拉姆西縣的一個行政鎮區。

## 地方資料
懷特貝爾鎮區的面積為28.30平方千米，當中陸地面積為18.91平方千米，而水域面積為9.39平方千米。根據2020年美國人口普查的數據，當地共有人口11049人，而人口密度為每平方千米390.42人。